# 세르지우 멘지스

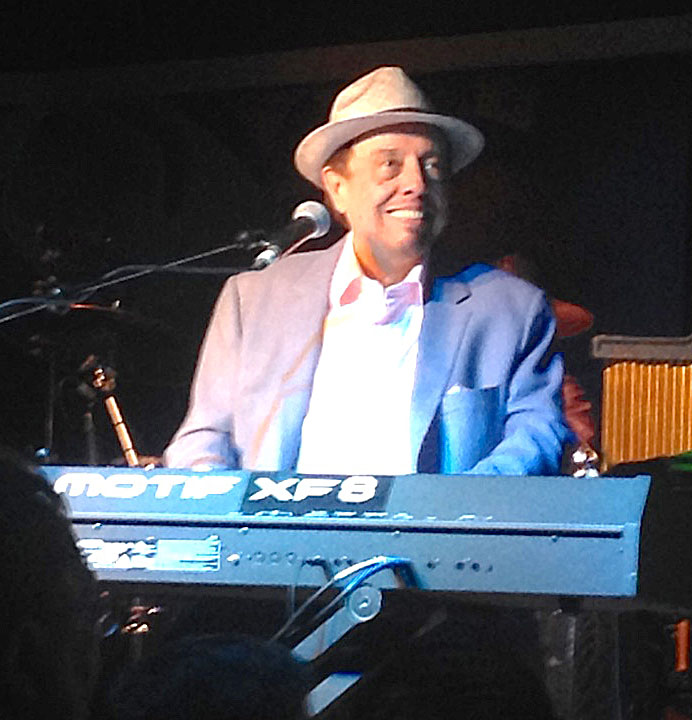

세르지우 산투스 멘지스(브라질 포르투갈어: Sérgio Santos Mendes, 1941년 2월 11일~2024년 9월 5일)는 브라질의 음악가이다.
리우의 위성도시 니테로이에서 태어나 정식으로 음악교육을 받은 뒤 피아니스트로 일하기 시작하였다. 1962년에 보사 리우 세크스테토의 리더로 미국으로 건너가 그 본고장의 재즈맨과 공연할 기회를 얻어 모던 재즈에 대한 열정을 불태웠다. 1963년에는 유럽을 방문해 그 해 11월부터 캘리포니아에 정착하였고 얼마 후 브라질 65라는 그룹을 만들어 보사노바를 중심으로 연주활동을 전개하였다. 이어 브라질 66이라는 보다 팝스적인 그룹을 편성하여 《마슈 케 나다》의 인기로 유명해졌다. 그는 훌륭한 센스를 지닌 피아니스트였으나 브라질 66의 방향은 그의 피아노를 강조하지 않고 미국인 여성을 중심으로 비틀즈 적인 감각을 도입한 듣기 쉬운 라틴 록풍의 연주로 상업적으로도 성공하였다.
2024년 9월 5일 로스앤젤레스 병원에서 코로나-19 후유증으로 사망했다.